# Mesoperla crucigera
Mesoperla crucigera är en bäcksländeart som beskrevs av František Klapálek 1913. Mesoperla crucigera ingår i släktet Mesoperla och familjen jättebäcksländor. Inga underarter finns listade i Catalogue of Life.